# Marie-Hélène Crombé-Berton
Marie-Hélène Crombé-Berton (Frameries, 18 juli 1960) is een Belgisch politica van de Mouvement Réformateur.

## Levensloop
Als licentiate in de rechten aan de UCL en licentiate in het fiscaal recht aan de ULB werd Crombé-Berton beroepshalve juriste-fiscaliste. Van 1996 tot 2003 was ze tevens adjunct-secretaris-generaal van de Sociaal-Economische Raad van het Waalse Gewest en van 1999 tot 2003 was zij voorzitster van de raad van bestuur van de RTBF. Ook werd ze professor rechten aan het ISET en kabinetsadviseur bij minister van Buitenlandse Zaken Didier Reynders.
Ze werd politiek actief voor de PRL en daarna de MR en was voor deze partij van 2001 tot 2012 gemeenteraadslid en van 2012 tot 2016 OCMW-raadslid van Doornik.
In 2003 werd ze door de MR gecoöpteerd in de Belgische Senaat en bleef dit tot in 2004. Daarna zetelde ze van 2004 tot 2010 als rechtstreeks gekozen senator in de Senaat. Van 2004 tot 2007 was ze er quaestor.

## Ereteken
- Sinds 2010 is ze ridder in de Leopoldsorde.